# Mariano Antonio Espinosa
Mariano Antonio Espinosa (Buenos Aires, Argentina, 2 de julio de 1844 - 8 de abril de 1923) fue el cuarto arzobispo (y décimo noveno diocesano) de Buenos Aires.

## Biografía
Mariano Antonio Espinosa nació en Buenos Aires, Argentina, el 2 de julio de 1844 y fue bautizado el 12 de ese mes en la parroquia de San Ignacio. Fue criado por Antonio Modollel, propietario de "La Quinta de Barracas", donde se levantaba la capillita de Santa Lucía.

### Carrera eclesiástica
Ingresó al Seminario Conciliar el 7 de febrero de 1859 y en 1863 recibió las órdenes menores. El 12 de enero de 1865 viajó a Roma para continuar sus estudios en la Universidad Gregoriana. Fue ordenado presbítero el 11 de abril de 1868 y en 1869 obtuvo el grado de doctor en Teología.
Durante el Concilio Vaticano I actuó como secretario del arzobispo de Buenos Aires monseñor Mariano José de Escalada hasta su fallecimiento en 1870.
Espinosa regresó a Buenos Aires y fue designado secretario general del arzobispado cuya sede se encontraba vacante. Simultáneamente se desempeñaba como capellán de la parroquia de Santa Lucía. Era reconocido por su austeridad: habitaba un pequeño cuarto anexo a la capilla, donde dormía directamente sobre el suelo. Viajaba a caballo tanto en sus visitas a la Catedral Metropolitana de Buenos Aires como en sus visitas pastorales a las zonas de quintas.
A pesar de ser un erudito del idioma latín, en el que incluso escribía poemas, con la feligresía utilizaba un lenguaje llano que le valió la calificación de cura gaucho y el afecto del vecindario. Decidido a construir un nuevo templo sobre la antigua capilla de Santa Lucía, contó con el apoyo de una comisión de damas presidida por Petrona Coronel de Lamarca, madre del dirigente católico Emilio Lamarca y recabó casa por casa el apoyo de los vecinos.
Finalizado el templo, el arzobispo León Federico Aneiros lo convocó a la Curia Metropolitana, lo que motivó que una comisión de vecinos pidiera que no dejara vecindario el "muy benemérito, virtuoso e inteligente director espiritual (...) que es una garantía para la paz y armonía entre todos los de Barracas al Norte".
Fundó los diarios "La América del Sud" y "El católico argentino". En pocas ocasiones escribió artículos propios pero solía traducir y publicar largos artículos de L'Osservatore Romano y L'Unitá de Turín.
Propuso la creación del llamado Óbolo de San Pedro, donaciones destinadas a auxiliar económicamente a la Santa Sede.
Fue designado párroco de Nuestra Señora de la Merced desde mediados del año 1875 hasta comienzos del siguiente. A comienzos de 1877 inició una misión pastoral en el Paraguay, desolado tras la guerra de la Triple Alianza.
Tras regresar a Buenos Aires, el 14 de mayo de 1878 embarcó rumbo a Bahía Blanca en el vapor Santa Rosa junto con un grupo de religiosos salesianos. Sin embargo, al poco tiempo de partir, encontrándose frente al Cabo Corrientes, un temporal desmanteló el navío que a duras penas consiguió regresar a puerto el 17 de ese mes.
El presidente Nicolás Avellaneda lo designó capellán general del ejército expedicionario al Río Negro, acompañando la campaña del desierto. Una vez finalizada, Espinosa viajó con misioneros salesianos y lazaristas por territorios inexplorados de la Patagonia. Visitó los fuertes de Carhué, Puán, Guaminí, Fuerte Argentino y General Lavalle, recorriendo más de 120 kilómetros por día a caballo. Durante la denominada "Conquista del Desierto" de 1879 acompañando al general Julio Argentino Roca, escribió un diario donde recopiló puntualmente todas las vicisitudes de la campaña, con el objetivo de enajenar el espacio geográfico de las poblaciones originarias desde la Pampa hasta la Patagonia. Este diario no fue publicado hasta sesenta años después en 1939
En 1881 presidió la peregrinación nacional a la ciudad de Roma, a Tierra Santa y al santuario de Lourdes. En 1884 en el buque de guerra Villarino partió nuevamente a la Patagonia y el territorio pampeano. Efectuó tareas de evangelización en Carmen de Patagones, Viedma, Pringles, Conesa, Fortín Roca y Vidal entre otros pueblos.
A su regreso fue sucesivamente nombrado protonotario apostólico, canónigo y vicario general.
El 13 de junio de 1893 fue nombrado obispo auxiliar de Buenos Aires y el 22 de octubre el arzobispo Aneiros lo consagró obispo.
Entre 1898 y 1900 se desempeñó como primer obispo de La Plata, diócesis que abarcaba las provincias de Buenos Aires y La Pampa, y tras la muerte del arzobispo Uladislao Castellanos el 6 de febrero de 1900, fue nombrado como su sucesor el 31 de agosto de 1900 por el papa León XIII, tomando posesión canónica de su sede el 18 de noviembre de ese año.
Se destacó por construir numerosos templos, capillas y escuelas y por la promoción de los estudios eclesiásticos, obteniendo del gobierno el derecho para que el Seminario otorgara títulos académicos. 
Siguió dando muestra de gran austeridad, careciendo en su vida diaria de elementos básicos que él calificaba de lujo.
Al crearse una comisión de homenaje con motivo de celebrarse sus bodas de plata como obispo, pidió que ese homenaje se destinase a una obra benéfica, lo que se tradujo en la creación del Hogar Sacerdotal, para sacerdotes ancianos, pobres o enfermos, el cual lleva su nombre.
Tras seis años de enfermedad, falleció en Buenos Aires el 8 de abril de 1923 y sus restos sepultados en la capilla del Santo Cristo de la Catedral Metropolitana.